# Anthoathecata
Ordre
Synonymes
- Anthoathecatae
- Anthomedusae
- Athecata
- Gymnoblastea
- Laingiomedusae

Les Anthoathecata constituent un ordre d'hydrozoaires.
Les hydrozoaires sont des membres de l'embranchement des cnidaires (les cnidaires sont des animaux relativement simples, spécifiques du milieu aquatique ; on y retrouve, entre autres, les coraux, les anémones de mer et les méduses).

## Description et caractéristiques

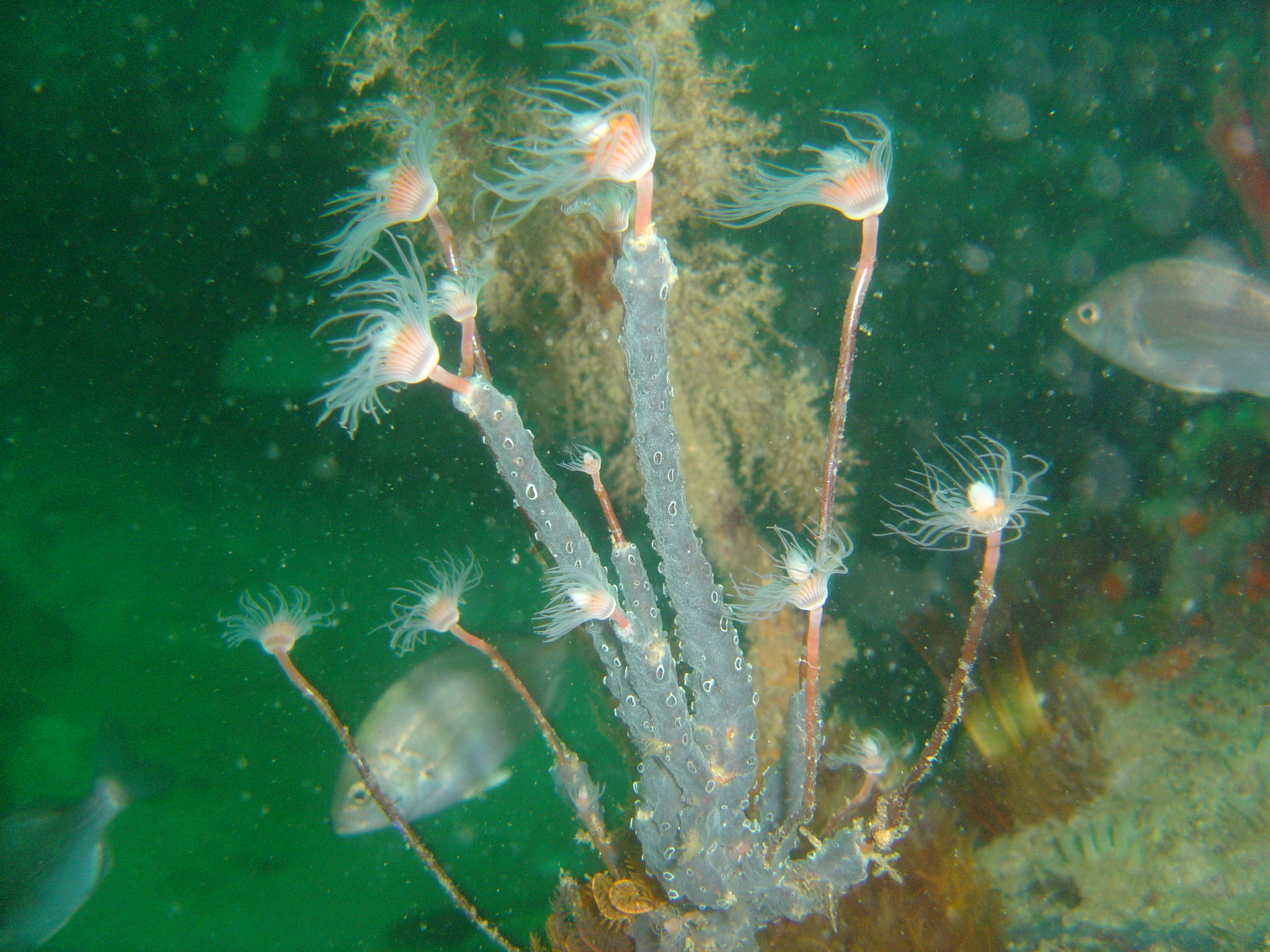
Ectopleura crocea, un Aplanulata.

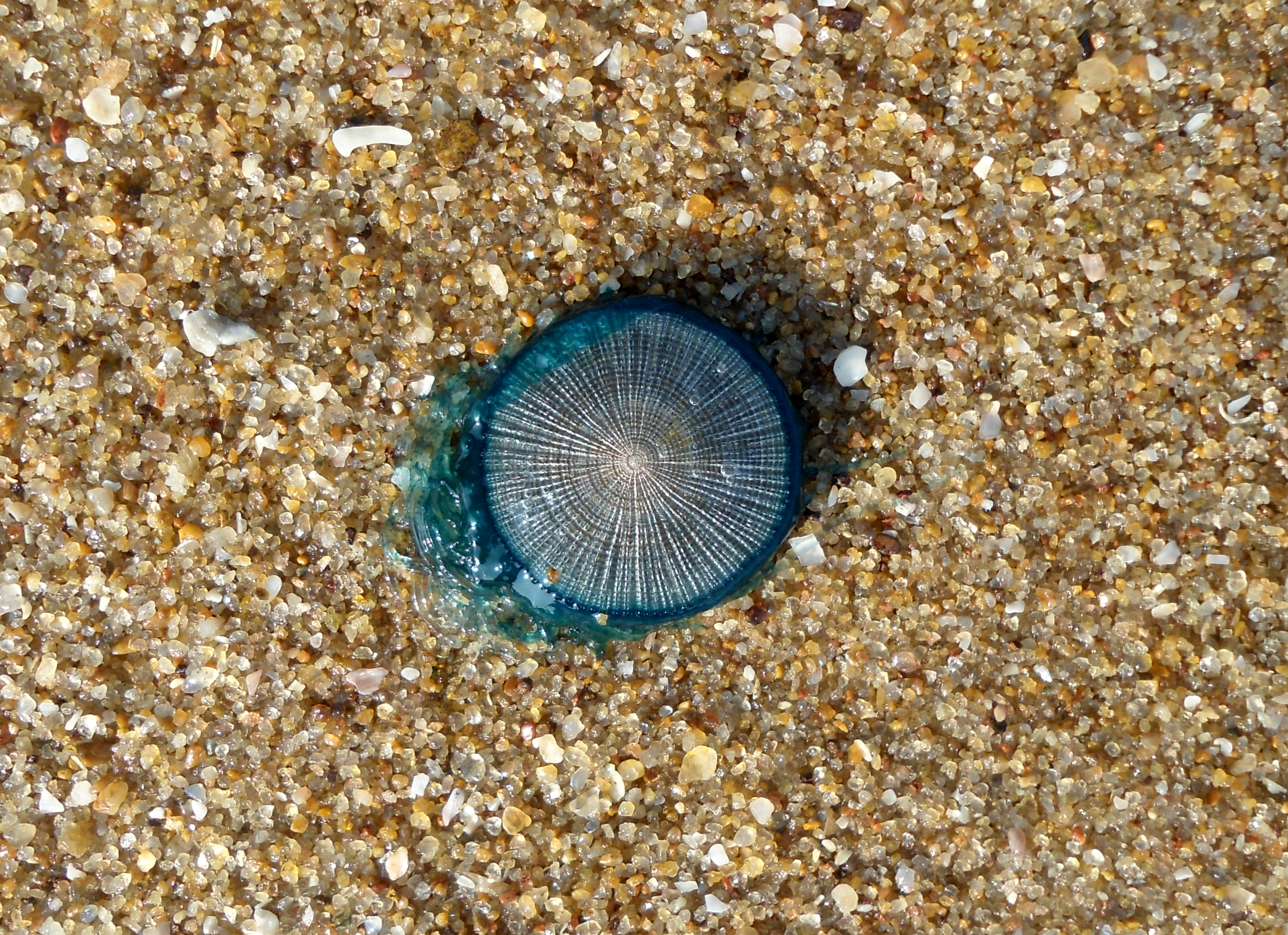
Porpita porpita, un Capitata.

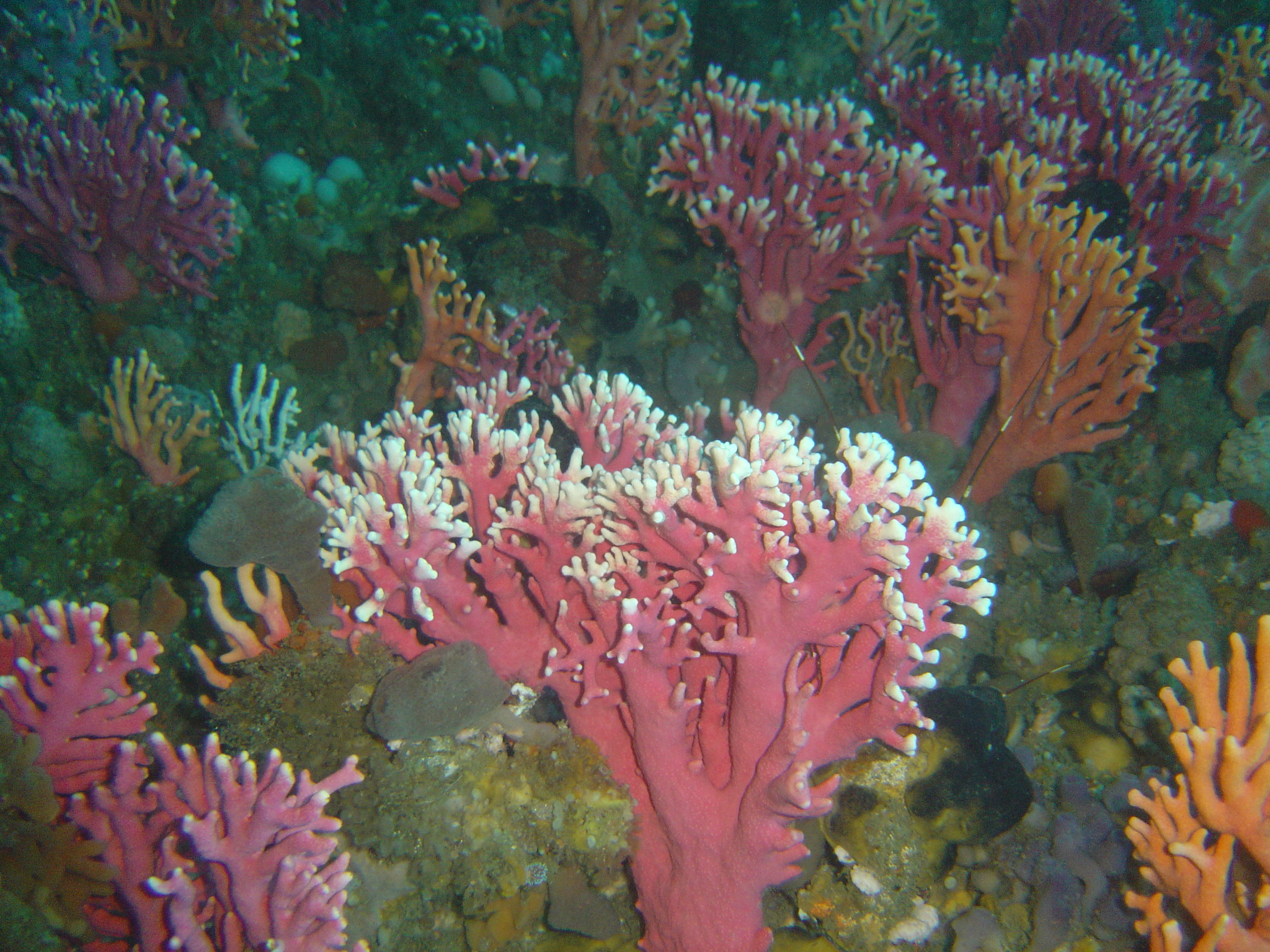
Stylaster nobilis, un Filifera.

Ces hydrozoaires ont tous un stade polype dans leur développement. Ils peuvent être solitaires ou coloniaux, et n'ont pas de périsarc ferme. Les méduses ne sont pas coloniales, n'ont pas de statocystes, mais des gonades ou un manubrium, des canaux radiaires et des tentacules rayonnant depuis la marge d'une coupe. Le cnidome inclut normalement des desmonemes (sauf chez les Eudendriidae et Laingiidae).
Le nom de ce groupe prête à débat : selon les sources, ils sont orthographiés Anthoathecata, Anthoathecatae, ou Anthomedusae.

## Liste des familles
Selon World Register of Marine Species (13 juillet 2015) :
- sous-ordre Aplanulata
  - famille Acaulidae Fraser, 1924
  - famille Boeromedusidae Bouillon, 1995
  - famille Boreohydridae Westblad, 1947
  - famille Candelabridae Stechow, 1921
  - famille Corymorphidae Allman, 1872
  - famille Hydridae Dana, 1846
  - famille Margelopsidae Mayer, 1910
  - famille Paracorynidae Picard, 1957
  - famille Protohydridae Allman, 1888
  - famille Tubulariidae Goldfuss, 1818
- sous-ordre Capitata
  - famille Asyncorynidae Kramp, 1949
  - famille Cladocorynidae Allman, 1872
  - famille Cladonematidae Gegenbaur, 1857
  - famille Corynidae Johnston, 1836
  - famille Halimedusidae Arai & Brinckmann-Voss, 1980
  - famille Hydrocorynidae Rees, 1957
  - famille Milleporidae Fleming, 1828
  - famille Moerisiidae Poche, 1914
  - famille Pennariidae McCrady, 1859
  - famille Porpitidae Goldfuss, 1818
  - famille Pseudosolanderiidae Bouillon & Gravier-Bonnet, 1988
  - famille Rosalindidae Bouillon, 1985
  - famille Solanderiidae Marshall, 1892
  - famille Sphaerocorynidae Prévot, 1959
  - famille Teissieridae Bouillon, 1978
  - famille Tricyclusidae Kramp, 1949
  - famille Zancleidae Russell, 1953
  - famille Zancleopsidae Bouillon, 1978
  - Capitata incertae sedis
- sous-ordre Filifera
  - famille Australomedusidae Russell, 1971
  - famille Axoporidae Boschma, 1951
  - famille Balellidae Stechow, 1922
  - famille Bougainvilliidae Lütken, 1850
  - famille Bythotiaridae Maas, 1905
  - famille Clathrozoellidae Peña Cantero, Vervoort & Watson, 2003
  - famille Cordylophoridae von Lendenfeld, 1885
  - famille Cytaeididae L. Agassiz, 1862
  - famille Eucodoniidae Schuchert, 1996
  - famille Eudendriidae L. Agassiz, 1862
  - famille Heterastridiidae
  - famille Heterotentaculidae Schuchert, 2010
  - famille Hydractiniidae L. Agassiz, 1862
  - famille Jeanbouilloniidae Pagès, Flood & Youngbluth, 2006
  - famille Magapiidae Schuchert & Bouillon, 2009
  - famille Niobiidae Petersen, 1979
  - famille Oceaniidae Eschscholtz, 1829
  - famille Pandeidae Haeckel, 1879
  - famille Proboscidactylidae Hand & Hendrickson, 1950
  - famille Protiaridae Haeckel, 1879
  - famille Ptilocodiidae Coward, 1909
  - famille Rathkeidae Russell, 1953
  - famille Rhysiidae (Hickson & Gravely, 1907)
  - famille Stylasteridae Gray, 1847
  - famille Trichydridae Hincks, 1868
  - famille Tubiclavoididae Moura, Cunha & Schuchert, 2007
  - Filifera incertae sedis
- Anthoathecata incertae sedis

### Anthoathecata
- (en) WoRMS : Anthoathecata Cornelius, 1992 (+ liste familles + liste genres)
- (en) Animal Diversity Web : Anthoathecata (consulté le 31 mars 2012)
- (en) Catalogue of Life : Anthoathecata Cornelius, 1992 (consulté le 8 avril 2023)
- (en) NCBI : Anthoathecata (taxons inclus) (consulté le 31 mars 2012)

### Anthoathecatae
- (en) Fauna Europaea : Anthoathecatae (consulté le 21 mars 2023)
- (fr + en) ITIS : Anthoathecatae (consulté le 31 mars 2012)